# Maestro dei fiori guardeschi
Maestro dei fiori guardeschi (fl. XVIII secolo) è stato un pittore italiano, attivo tra il 1730 e il 1760 a Venezia.
Attorno a questo misterioso artista, indicato recentemente dalla critica come il Maestro dei fiori guardeschi, si raccoglie una cospicua serie di nature morte, tutte contraddistinte da una delicatezza di tratto, da una leggerezza compositiva e da una apparente asimmetria nella struttura delle parti. L'ipotesi, ormai tramontata, di avvicinare questi dipinti al nome di Francesco Guardi era nata in considerazione che le prime testimonianze di  questa produzione artistica si trovano a Vigo d'Anaunia, in provincia di Trento, dove i fratelli Gian Antonio e Francesco Guardi furono impegnati verso il 1738 nella realizzazione della pala d'altare per la parrocchiale.

## Opere
- Capriccio floreale con fiasca
- Capriccio con vasi di fiori vari, frutti e cagnolino
- Natura morta di fiori con gallo, olio su tavola, 109,5 cm x 153 cm.[1]
- Natura morta di fiori con pappagallo e colomba, olio su tavola. 109,5 cm x 153 cm.[2]